# Bukit Keurueng
Bukit Keurueng är en kulle i Indonesien.   Den ligger i provinsen Aceh, i den västra delen av landet, 1 600 km nordväst om huvudstaden Jakarta. Toppen på Bukit Keurueng är 42 meter över havet.
Terrängen runt Bukit Keurueng är platt.Runt Bukit Keurueng är det ganska tätbefolkat, med 230 invånare per kvadratkilometer. Trakten runt Bukit Keurueng består till största delen av jordbruksmark.